# ЦНИПИАСС
Центральный научно-исследовательский и проектно-экспериментальный институт автоматизированных систем в строительстве «ЦНИПИАСС» — московский институт в области строительства (1942—2010 гг.), неоднократно менявший название и профиль деятельности. Был наиболее известен как ГИПРОТИС, ЦНИПИАСС и ЦНИИпроект.
Основан в 1942 году, ликвидирован в 2010 году. Был расположен в г. Москве.

## КТИС (1942—1953 гг.)
Организация первоначально называлась «Всесоюзная контора типового проектирования и технических исследований (КТИС)». Была создана в начале войны в связи с необходимостью удешевления, унификации и типизации проектных и конструкторских решений в строительстве, прежде всего в производственном. В 1942-1946 годах была подчинена Наркомату по делам строительства СССР, в 1946-1953 годах – Минтяжстрою СССР .
В годы войны контора разрабатывала конструкции отопительных печей, которые существенно экономили дефицитные дрова.
В первое послевоенное время в конторе были разработаны универсальные ячейки промышленных цехов размером в плане 12х12, 15х15, 18х18, 24х24 и 15х30 м в соответствии с формирующимся тогда модульным принципом планировки. Этот принцип (с использованием модуля М=100 мм и предпочтительного шага типоразмеров 15, 30, 60 модулей), закрепленный в СНиП в 1954 году, сохраняется в промышленной архитектуре до сих пор .
Под руководством Сергея Максимовича Тубина (впоследствии к.т.н., доцент МИСИ) были разработаны стропильные фермы с шагом 3 и 6 м под ребристые плиты размером 1,5х3 и 1,5х6 м, что позволило обойтись без прогонов по фермам и достигнуть значительной экономии металла .

## ГИПРОТИС (1953—1972 гг.)
В связи с развитием индустриальных методов строительства на базе КТИС в 1953 году был создан Государственный институт типового и экспериментального проектирования и технических исследований (ГИПРОТИС). В 1953–1954 годах он существовал в системе Министерства строительства СССР, в 1954-1957 годах — в системе Министерства строительства предприятий металлургической и химической промышленности СССР, в 1957–1972 годах являлся организацией, непосредственно подчиненной Госстрою СССР. В 1950-е годы основным направлением использования проектных решений института было восстановление промышленности Донецко-Приднепровского региона.
Институт был размещен в Москве, первоначально в пятиэтажном кирпичном здании, построенном в 1955 году. Ныне в этом здании (ул. Коминтерна, 7, корп. 2) располагается ОАО «Теплопроект». Затем, и до конца существования, институт был расположен в панельном здании постройки 1964 года по адресу улица Архитектора Власова, 51. Ныне в этом здании расположено ОАО «Русгидро». Руководили институтом Н.С.Лутов, В.А.Ушаков, Е.Ступин и другие.
С декабря 1959 года институт имел в подчинении Малаховский опытный механический завод (МОМЗ), ранее принадлежавший тресту Мособлметаллопром (Егорьевское шоссе, 1). В 1970-х годах завод был реконструирован и выпускал средства оргтехники для проектных институтов (директор И.Т.Молчанов). Затем завод относился к ведению ЦНИПИАСС и ЦНИИпроект, с 1991 года преобразован в акционерное предприятие, затем в ТОО «МОМЗ», в 1996 году - в ООО «МОМЗ». Ликвидирован в 2010 году . Территория занята ликеро-водочным заводом.
ГИПРОТИС разрабатывал многочисленные типовые проекты, унифицированные детали и конструкции зданий и сооружений, в частности, проекты жилых домов щитовой конструкции Щ-МСПТИ (1951 год), одноэтажных двухквартирных жилых домов с ванными Щ-4-МСТПИ (1953 год), серии проектов малоэтажных жилых домов на 8 квартир № 1-235, 1-236 (1954 год). Для  химической промышленности была разработана серия проектов многоэтажных производственных зданий с самонесущими стенами 1-82-Р1 (1958 год) .
Проводилась работа по унификации элементов железобетонных конструкций в промышленном строительстве, разработана номенклатура унифицированных железобетонных изделий. Были выпущены серии чертежей сборных железобетонных  подкрановых балок КЭ-01-03 (1954 год) и КЭ-01-13 (1958 год) и др.
В середине 1960-х годов проводилась исследовательская работа по оптимизации процента армирования железобетонных конструкций в зависимости от формы напряженного состояния. Уже в начале 1960-х годов ряд программ по расчету конструкций на ЭВМ был разработан под руководством одного из пионеров этого направления, д.т.н. Р.А. Резникова.

## ЦНИПИАСС (1973—1981 гг.)
В 1960-1970-е годы типовым проектированием уже занимался целый ряд проектных институтов Госстроя СССР и других ведомств, в частности, несколько институтов типового и экспериментального проектирования. Одновременно возникла необходимость во внедрении вычислительной техники и информационных технологий, которые тогда начинали развиваться. Приказом Госстроя от 17 апреля 1972 года ГИПРОТИС был преобразован в Центральный научно-исследовательский и проектно-экспериментальный институт автоматизированных систем в строительстве (ЦНИПИАСС) Госстроя СССР. Директором института стал Александр Антонович Гусаков, впоследствии профессор, доктор технических наук, академик МАН, основатель научного направления системотехники строительства. Институт на десятилетие стал головным по компьютеризации проектирования и строительства.
В институте остались работать высококвалифицированные специалисты-проектировщики и расчетчики ГИПРОТИС Горлов А.М., Лавитман В.С., Резников Р.А., Ретинский В.И., Светлова Е.Ф., Эпельцвейг Г.Я. и многие другие.  Одновременно были приглашены на работу ученые и специалисты в области организации, технологии, управления строительством Игнатов В.И., Мастаченко В.Н., Москаленко В.Н., Семенов В.Н. и другие. Были открыты филиалы института в Казани, Ереване, Таллине, Иркутске, Череповце. Общая численность сотрудников (с филиалами и МОМЗ) достигала полутора тысяч человек.
Направление, связанное с автоматизированными системами управления в строительстве, возглавил Владимир Иванович Воропаев, впоследствии президент Российской ассоциации управления проектами СОВНЕТ, академик РАЕН и МАИЭС. Решением задачи автоматизации организационно-технологического моделирования занимался Николай Иванович Ильин, впоследствии Заслуженный деятель науки и техники РФ, один из создателей концепции Ситуационных центров России. В институте трудились Григорий Аршалуйсович Ваганян, Эльген Порфирьевич Григорьев, Сергей Анатольевич Синенко, Виталий Олегович Чулков, Ольга Сергеевна Ткаченко, Мартин Михайлович Субботин и другие известные ученые нового в то время направления. В ЦНИПИАСС получили развитие научные направления, которые оказали существенное влияние на развитие строительной науки, в первую очередь в области организации, информатизации и управления строительством.
В 1977 году в ЦНИПИАСС был создан диссертационный совет (председатель совета А.А.Гусаков, учёный секретарь В.П.Леньшин) по специальностям 05.13.12 и 05.13.06. Это был первый отраслевой совет по этим специальностям в строительстве. В совет были включены ученые Москвы, Ленинграда, Киева, Харькова. Всего до 1984 года было защищено 35 кандидатских диссертаций. 
Особенностью научного направления института было соединение технологической стороны строительного производства с развитием систем управления и организации строительством. Было раскрыто понятие технологичности строительных конструкций, которое заключалось в удобстве применения методов их сборки и монтажа, в снижении трудозатрат на возведение, реконструкцию, эксплуатацию объекта. Была создана методология организационно-технологической надежности в строительстве, заключавшаяся в применении вероятностного подхода к расчету продолжительности строительства и затрат ресурсов .

## ЦНИИпроект (1981—2010 гг.)
В 1981 году по инициативе Госстроя СССР институт был реорганизован в Центральный научно-исследовательский и проектно-экспериментальный институт по методологии, организации, экономике и автоматизации проектирования и инженерных изысканий (ЦНИИпроект) и ориентирован на методологию проектного дела. В 1991 году получил статус государственного предприятия Минстроя России, в 1993 году стал акционерным обществом открытого типа (АООТ). С 1996 года - Открытое акционерное общество (ОАО). Руководителем института после реорганизации сначала был назначен В.Г.Иванов, затем был избран Олег Александрович Овсянников. После его кончины директором ОАО «ЦНИИпроект» стал Дмитрий Владимирович Чернов. Ряд подразделений был передан в ЦНИИОМТП, НИИЭС. Численность персонала составила только 220 человек.
В институте продолжались разработки информационных технологий в области строительства. Однако в 1993 году при Госстрое было создано государственное предприятие — Центр программных средств массового применения в строительстве, которому ЦНИИпроект передал межотраслевой фонд алгоритмов и программ (впоследствии — Федеральный фонд программных средств массового применения в строительстве). Центр (впоследствии — Центр программных средств в строительстве) первоначально располагался в том же здании.
Основными направлениями работы института в это время стали разработка нормативно-методических материалов в проектировании и управлении строительством, разработка бизнес-планов инвестирования, методических материалов по организации инвестиционной деятельности, разработка организационно-коммерческих схем инвестирования и др. В 2002 году институт был перерегистрирован как акционерное общество, а в 2010 году ликвидирован. Сайт института (http://www.cpr.ru) в настоящее время не активен.